# 2e arrondissement de Bangui
Vous pouvez aider à l'améliorer ou bien discuter des problèmes sur sa page de discussion.
- Il ne cite pas suffisamment ses sources. Vous pouvez indiquer les passages à sourcer avec {{référence nécessaire}} ou {{Référence souhaitée}}, et inclure les références utiles en les liant aux notes de bas de page. (Marqué depuis mars 2025)
- Il contient une ou plusieurs listes. Le texte gagnerait à être rédigé sous la forme d’un ou plusieurs paragraphes synthétiques, afin d’être plus agréable à lire. (Marqué depuis mars 2025)

- Archive Wikiwix
- Bing
- Cairn
- DuckDuckGo
- E. Universalis
- Gallica
- Google
- G. Books
- G. News
- G. Scholar
- Persée
- Qwant
- (zh) Baidu
- (ru) Yandex
- (wd) trouver des œuvres sur Wikidata

Le 2e arrondissement de Bangui est une subdivision administrative de la ville de Bangui, située dans la partie sud de la capitale centrafricaine. Il s’étend sur la rive droite de l’Oubangui et sur l’île des singes ou Bongo-Soua.

## Situation
Il est limité au nord par l’avenue de France, qui le sépare du 5e arrondissement, et à l’est par le 1er arrondissement suivant plusieurs voies dont la rue du Languedoc, l’avenue Barthélemy Boganda et la rue d’Uzès. Au sud, il borde l’Oubangui en englobant l’île des singes. À l’ouest, la rue Yakité, le canal Sapeke  les séparent des 6e et 3e arrondissements. Il est traversé au sud par l’avenue David Dacko (RN 6) qui longe le fleuve.

## Quartiers
L’arrondissement est constitué de 25 quartiers recensés en 2003 : Bacongo, Batambo, Bordeau 1, Bordeau 2, Bruxelles Gremboutou, Île des Singes, Kangba, Kingoma, Lakouanga 1, Lakouanga 3, Lakouanga 4, Lakouanga 5, Lakouanga Senegalais, Lakounga 0, Lakounga 6, Paris-Congo, Sapeke 2, Sica 2, Sica 3, Sica-Saidou, Yapelle 1, Yapelle 2, Yapelle 3, Yapelle 4 et Zebe.

## Édifices et monuments
Le 2e arrondissement de Bangui regorge d’édifices emblématiques et de lieux d’intérêt historique, religieux et culturel. Parmi eux figurent plusieurs lieux de culte tels que l’église Saint-Sauveur, située à Sica 2, la mosquée de Lakouanga, et la mosquée Al Faroukou dans le quartier Yapellé. L'arrondissement abrite également la faculté de théologie biblique à Sica Saïdou, ainsi que le centre culturel Samba Panza. Sur le plan commercial, les marchés de Lakouanga 5 et de Saïdou (ce dernier situé en face du National Hôtel) constituent des pôles d’activité. Le patrimoine architectural inclut le Musée national Barthélemy-Boganda, établi sur l’avenue Boganda, le bâtiment administratif principal, ainsi que la direction générale de la Bourse de Travail. L'arrondissement est également traversé par le canal Lakouanga, franchi par le pont Saint Charles. Enfin, plusieurs espaces publics marquent le paysage urbain, tels que le rond-point des Martyrs, le rond-point des Nations Unies, et le parc Cinquantenaire situé dans le quartier Lakouanga.

### Organisations nationales et internationales
Le 2e arrondissement de Bangui accueille plusieurs organisations internationales et représentations diplomatiques. On y trouve notamment des agences du système des Nations unies telles que le PNUD, l’FNUAP, le HCR et la MINUSCA. La zone abrite également l’Organisation africaine de la propriété intellectuelle, une représentation de l’Union africaine, ainsi que celle de la Commission européenne, située avenue Boganda. L’arrondissement accueille par ailleurs l’ambassade du Nigeria, ainsi que diverses ONG et institutions internationales, dont Oxfam Centrafrique, American Eagle Centrafrique, Street Child International, la Fondation Dr Denis Mukwege et la MISCA. On y retrouve aussi des structures nationales ou régionales telles que le Réseau centrafricain sur l’éthique, le droit et le VIH/Sida, la Maison des services des organisations de la société civile, ainsi que la communauté Charité des Sœurs de Caritas, installée en face du siège de la MINUSCA.

## Éducation
Le 2e arrondissement de Bangui abrite de nombreux établissements scolaires répartis dans plusieurs quartiers. Parmi eux figurent le lycée des Martyrs,, l’école SICA, l’école Nicolas Barré, l’école FATEB, l’école centrafricano-turque, l’École nationale d'administration et de magistrature (ENAM), et l’école Saint-Jean. On y trouve également des établissements tels que l’école Saint-Charles, l’école UNESCO, l’école Lakouanga, l’école Bethanie, l’école Kangala, et l’école Martin Luther King Jr. Plusieurs institutions se trouvent à proximité de lieux repères, comme l’inter école des Douanes et l’école FATEB, situées près du lycée des Martyrs, ou encore l’Institut IMMS dans le quartier Sango. D’autres établissements incluent le Jardin d’enfants de Yapélé, l’école Saint-Jean dans le quartier Bruxelles, l’Institut Newtech, la faculté privée de droit Walombé près du rond-point des Nations Unies, le lycée Complexe Avenir sur l’avenue Boganda (PK3), et le lycée professionnel féminin du centre Jean XXIII.

## Santé
Le 2e arrondissement de Bangui regroupe plusieurs formations sanitaires réparties dans différents quartiers. Parmi les principales structures figurent le centre de santé urbain de Lakouanga, le centre de santé urbain de Saïdou, le centre de santé de Yapele, ainsi que le centre de santé MAMA CARLA situé dans le quartier Sica 2. L’organisation Médecins Sans Frontières (MSF) y dispose également d’une structure nommée MSF Bonga-Bonga.

## Cultes
L'arrondissement compte 4 paroisses catholiques rattachées au doyenné de Notre Dame de l'Immaculée Conception : Saint Sauveur de Sica II,, Sainte Trinité des Castors, Saints Martyrs de l’Ouganda de Lakouanga, Saint François d’Assise à Yapélé. À côté la Chapelle Saint Dominique rue FESCA et Consulat de la Nonciature, Avenue Boganda rond point des Nations-Unis. Il y a également d’autres églises de confessions religieuses différentes comme l’Église Apostolique PK3 SION, l’église Bethanie au quartier Saïdou, l’église Dekongo, vers le quartier Sango, et la Mosquée de Lakouanga.

## Représentation politique
Le 2e arrondissement de Bangui est constitué de deux circonscriptions électorales législatives.
| Date d'élection | Identité                    | Parti | notes               |
| --------------- | --------------------------- | ----- | ------------------- |
| 2020            | Follot Gabriel Mairie Raoul | RDC   | 1re circonscription |
| 2020            | Mathurin Massikini          | RDC   | 2e circonscription  |

| Date d'élection | Identité           | Parti       | notes               |
| --------------- | ------------------ | ----------- | ------------------- |
| 2016            | Kool Sonny Bayone  | indépendant | 1re circonscription |
| 2016            | Mathurin Massikini | RDC         | 2e circonscription  |